# Aeroportul Ramechhap
Aeroportul Ramechhap (IATA: RHP, ICAO: VNRC) este un aeroport din Ramechhap District⁠(d), Bagmati Province⁠(d), Nepal ce deservește zona Ramechhap⁠(d). A fost numit după zona deservită.
Situat la o altitudine de 474 m, aeroportul dispune de o singură pistă.